# Edwin Uehara
Edwin Uehara (上原 エドウィン Uehara Edwin?), född 21 juli 1969 i Lima, är en japansk tidigare fotbollsspelare.
Uehara började sin karriär 1987 i Deportivo AELU. Efter Deportivo AELU spelade han för Sporting Cristal, Urawa Reds och Tosu Futures. Han avslutade karriären 1996.